# Пауъл (окръг, Монтана)
Вижте пояснителната страница за други значения на Пауъл.
Окръг Пауъл (на английски: Powell County) е окръг в щата Монтана, Съединени американски щати. Площта му е 6042 km², а населението - 6795 души (2017). Административен център е град Дийр Лодж.